# Mojżesz (Kasprowicz)

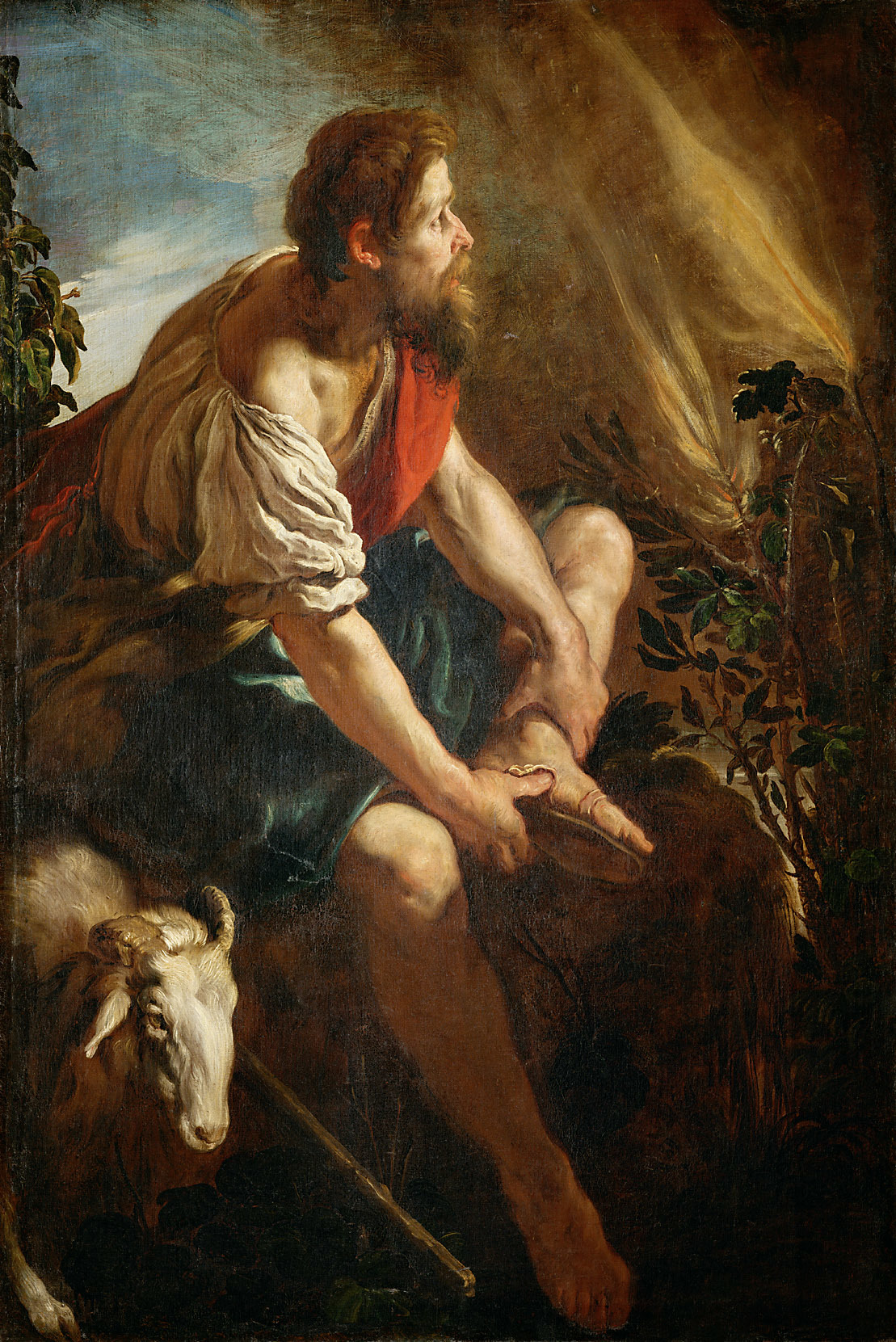
Domenico Fetti, Mojżesz przed krzewem gorejącym

Mojżesz – cykl sonetów Jana Kasprowicza należący do dłuższego cyklu Z motywów biblijnych. Utwór jest poświęcony osobie żydowskiego prawodawcy Mojżesza, który wyzwolił swój naród z niewoli egipskiej, przeprowadził go w cudowny sposób przez Morze Czerwone i pustynię i doprowadził do Ziemi Obiecanej. Cykl składa się z ośmiu utworów poprzedzonych mottami z Pięcioksięgu Mojżeszowego. Sonety są pisane jedenastozgłoskowcem. Rymują się abba abba cdc dcd, abba abba cdd ece, abba abba cdd cee, abba abba cdc dee i abba abba cde cde. 
U stóp cysterny, wsparty o jej kraniec,
Kiedy południe żywym ogniem pali,
W cieniu kokosów i w powiewie fali
Chłodzi swe ciało i swą myśl, wygnaniec.
I, zapatrzony w drżących blasków taniec,
Co przez liść cisną w słonecznej się dali,
Zda się sam płonąć: snać mu głąb krysztali
Przeczucie szczęścia, złotych skier kaganiec.
Wtem go z marzenia zbudzi rozgwar głośny:
Dziewki, pragnące napoić swe trzody,
Ciżba pastuchów odgania od wody...
I wstanie, gromiąc kłótliwych nie w porę,
Napełni żłoby, a za czyn miłosny
Bierze w nagrodę uroczą Seforę...